# Гомбург (футбольний клуб)
«Го́мбург» (нім. Fußball-Club 08 Homburg-Saar) — німецький футбольний клуб з однойменного міста, починаючи з сезону 2012/13 виступає в регіональній лізі, четвертому за силою дивізіоні країни. Клуб заснований 15 червня 1908 року, домашні матчі проводить на арені «Вальдштадіон», місткістю 21 830 глядачів. За свою історію «Гомбург» провів три сезони в першій Бундеслізі, останнім з яких є сезон 1989-90. Найкращим досягненням клубу в чемпіонатах Німеччини є 16-е місце в сезоні 1986-87.

## Досягнення
- Переможець Другої Бундесліги (1): 1986
- Переможець чемпіонату Саарланду (2): 1948, 1957
- Переможець Оберліги Південь-Захід (4): 1982, 1984, 2010 і 2012
- Володар Кубка Саару (5): 1983, 2001, 2006, 2008, 2014
- чвертьфіналіст Кубка Німеччини (3): 1976, 1979, 1996.

## Відомі гравці
- Родольфо Естебан Кардосо
- Вальтер Келш
- Мирослав Клозе
- Вернер Кольмайер
- Реваз Арвеладзе
- Анджей Бунцоль
- Роман Вуйцицький
- Томас Дулі

## Відомі тренери
- Стефан Абаджиєв